# 2012년 독일 대통령 선거

## 선거 결과
선거결과 1차투표에서 요아힘 가우크가 991표의 득표해 당선자가 되었다. 비어 클라스 펠트는 126표를 득표했고, 올라프 로즈는 3표를 득표했다. 요아힘 가우크는 선거결과 발표이후 연방총회에서 대통령직 수락의사를 밝혔다. 2012년 3월 연방의회와 연방상원의 공동회의에서 취임식을 갖는다.
| 후보             | 득표 | 득표율 | 지지정당                                |
| ---------------- | ---- | ------ | --------------------------------------- |
| 요아힘 가우크    | 991  | 80.4 % | 사민당, 기민련, 기사련, 자민당, 녹색당, |
| 비어 클라스 펠트 | 126  | 10,2 % | 좌파당                                  |
| 올라프 로즈      | 3    | 0.2 %  | 독일 국가민주당                         |
| 투표수           | 1228 | 99.4 % |                                         |
| 기권             | 108  | 8,8 %  |                                         |
| 선거권자         | 1232 | 100%   |                                         |